# This Present Wasteland
This Present Wasteland — девятый студийный альбом группы Metal Church, издан в сентябре 2008 года звукозаписывающим лейблом Steamhammer/SPV.
Первый альбом для нового гитариста Рика ван Зандта. Несмотря на то, что из первоначального состава остался только гитарист Курт Вандерхуф, группа благодаря ему осталась весьма преданной духу Metal Church образца 80-х годов.
Последний альбом перед вторым распадом ансамбля на период с июля 2009 по октябрь 2012 года.

## Об альбоме
Запись альбом проходила в Олимпии, в студии The English Channel Studio, где были записаны предыдущие 4 альбома квинтета (начиная с концертника Live), а также сайд-проектов Presto Ballet и Vanderhoof. Обложку альбома группа предложила выбрать своим фанатам, а также поучаствовать в её создании и присылать свои графические работы на определённый адрес электронной почты. Соответствующий конкурс был анонсирован 27 февраля 2008 года. По итогам голосования на страничке группы в MySpace выбор пал на работу польского дизайнера Михала Карча, другие варианты обложек, принимавшие участие в первенстве, и имена их создателей были включены в 20-страничный буклет This Present Wasteland.
Пластинка поступила в продажу в конце сентября 2008 года, через неделю после её выхода группа отчиталась о результатах первых продаж на музыкальном рынке США.
Запланированное на февраль 2009 года европейское турне в поддержку альбома пришлось отменить из-за серьёзных проблем со спиной у Курдта Вандерхуфа.
Весной 2009 года финансовые трудности звукозаписывающей компании SPV GmbH, с которой у Metal Church был контракт, вынудили выпустить сообщение о неплатёжеспособности. Этот ход событий привёл к тому, что группа пришла к решению о прекращении своей деятельности. Соответствующее заявление было опубликовано 7 июля 2009 года. Воссоединение состоялось только в 2012 году.

## Реакция критики
Европейская и заокеанская пресса приняла This Present Wasteland доброжелательно, но, в целом, сдержанно. Так обозреватель американской базы данных AllMusic Алекс Хендерсон посчитал, что, хотя альбом не представлял собой особую ценность, это был «солидный и хорошо выполненный альбом» группы, выделив «Breathe Again», «Monster», «A War Never Won» и «Company of Sorrow», как выдающиеся треки на альбоме. Рецензент эстонского вебзина Metal Storm нашёл альбом цельным и «чрезвычайно приятным, хотя и не сенсационным», потому что Metal Church не «пошла на риск с этим новым релизом» и сохранила песни «действительно простыми и не оригинальными». Кейт Кармен из канадского журнала Exclaim! похвалил исполнение Ронни Манро, которое он сравнил с Брюсом Дикинсоном, но счёл музыку старомодной и «погрязшей в крунинге, стандартных риффах и среднетемповых битах, а не по-настоящему увлекательной», заключив, что «This Present Wasteland вполне соответствует прозвищу группы, живущей скорее ностальгией, чем современными возможностями». Rock Hard назвал нынешний состав «лишь тенью агрессивного квинтета прошлого» и отметил скудную оригинальность композиций и пессимистическое настроение музыкантов. Но среди посредственных отзывов встречаются и восторженные. Колин Бютнер из Metal.de поставил пластинке восемь из десяти баллов и назвал её самой сильной работой коллектива со времён The Human Factor. Немецкий ресурс Powermetal.de тоже не скупился на похвалы. Автор рецензии, Мартин ван дер Лаан, выражал удивление ренессансом нового состава ветеранов, их отличной формой и способностью вновь «впечатляюще продемонстрировать всему миру насколько жёстким, претензионным, абсолютно неподвластным времени пауэр-трэш-метал должен звучать». «Всё, что мне остаётся сказать, — заключает ван дер Лаан, — это то, что любой, кто до сих пор не знаком с этой фантастической группой, что-то упустил в жизни. Этот альбом понравится всем, кто любит чистый, качественный и неподдельный металл без клише. Снимаю воображаемую шляпу перед этой уникальной группой!»

## Список композиций
Слова и музыка всех песен — Ронни Манро и Курдт Вандерхуф, кроме «Monster», полностью написанной Курдтом Вандерхуфом.
| №                   | Название                 | Длительность |
| ------------------- | ------------------------ | ------------ |
| 1.                  | «The Company of Sorrow»  | 6:37         |
| 2.                  | «The Perfect Crime»      | 4:37         |
| 3.                  | «Deeds of a Dead Soul»   | 8:27         |
| 4.                  | «Meet Your Maker»        | 5:35         |
| 5.                  | «Monster»                | 6:25         |
| 6.                  | «Crawling to Extinction» | 4:11         |
| 7.                  | «A War Never Won»        | 5:33         |
| 8.                  | «Mass Hysteria»          | 4:41         |
| 9.                  | «Breathe Again»          | 5:23         |
| 10.                 | «Congregation»           | 5:52         |
| Общая длительность: | Общая длительность:      | 57:21        |

## Участники записи
| Metal Church: - Ронни Манро — вокал - Курдт Вандерхуф — гитара - Рик ван Зандт — гитара - Стив Унгер — бас-гитара - Джефф Плейт — ударные | Другие музыканты: - Агнус Кларк — гитарное соло в песне «Monster» - Крис Каффери — гитарное соло в песне «Mass Hysteria» - Мэтт Лефф — гитарное соло в песне «Congregation» |